# Zoraida maculata
Zoraida maculata är en insektsart som beskrevs av Frederick Arthur Godfrey Muir 1917. Zoraida maculata ingår i släktet Zoraida och familjen Derbidae. Inga underarter finns listade i Catalogue of Life.